# زوماروم
زوماروم (به هلندی: Tzummarum) یک منطقهٔ مسکونی در هلند است که در Franekeradeel واقع شده‌است.

## نگارخانه

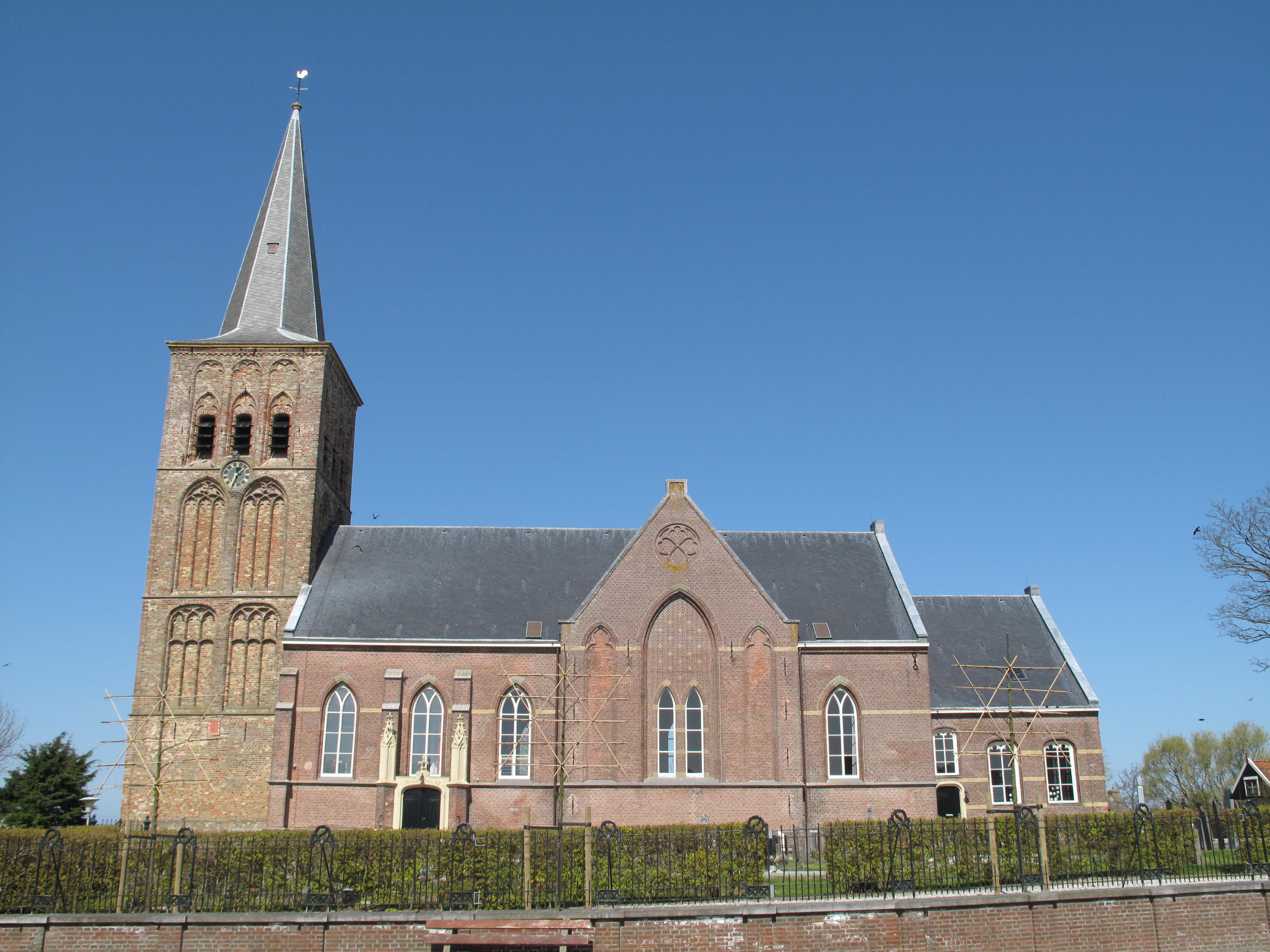
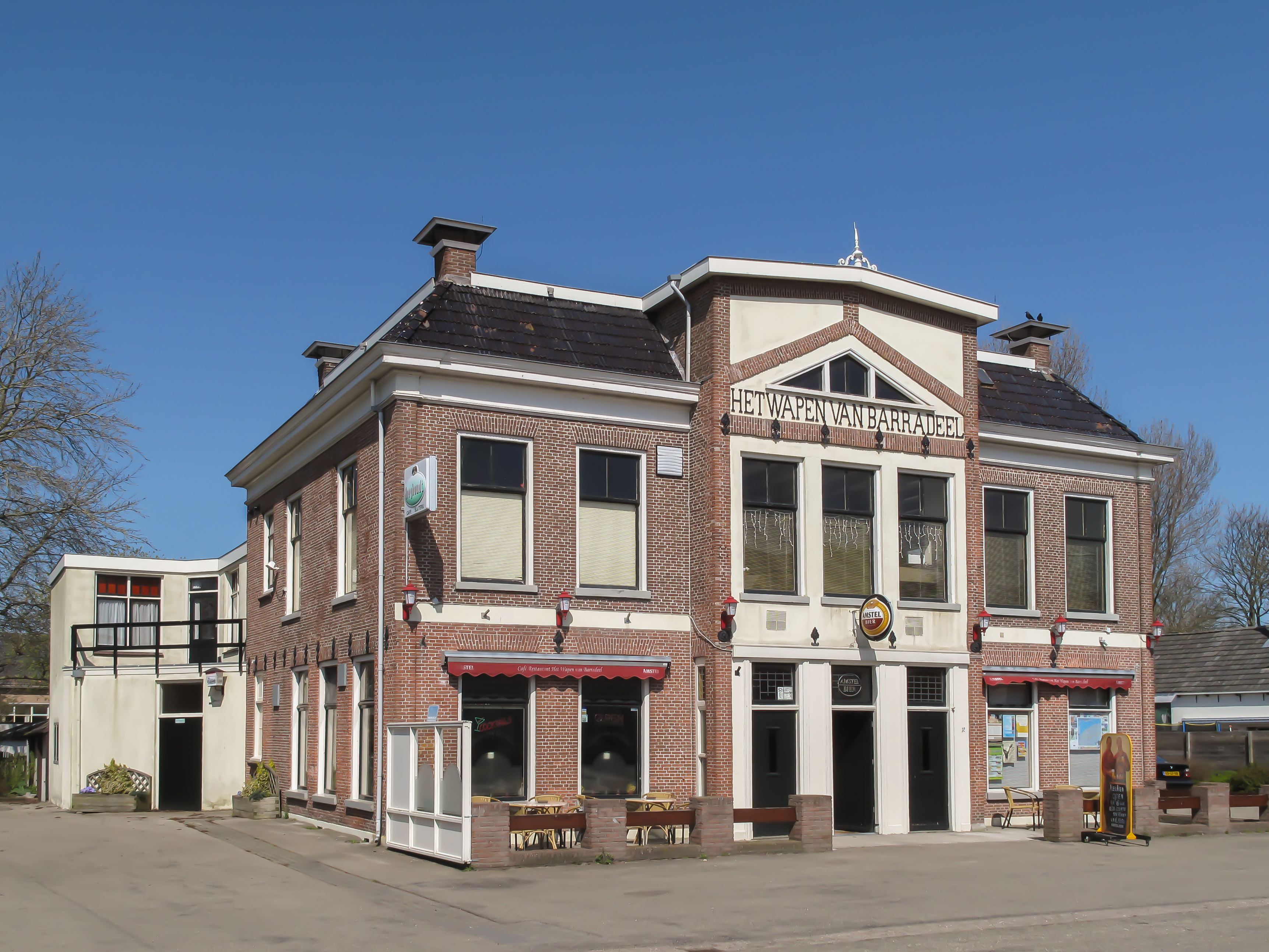

## خصوصیات
زوماروم c٫۱۳۴۰ نفر جمعیت دارد.